# Rigan Peicuo
Rigan Peicuo (kinesiska: 日干配错) är en sjö i Kina. Den ligger i den autonoma regionen Tibet, i den sydvästra delen av landet, omkring 570 kilometer nordväst om regionhuvudstaden Lhasa. Rigan Peicuo ligger 4 672 meter över havet. Arean är 39 kvadratkilometer. Den sträcker sig 9,3 kilometer i nord-sydlig riktning, och 6,7 kilometer i öst-västlig riktning.
Genomsnittlig årsnederbörd är 193 millimeter. Den regnigaste månaden är juli, med i genomsnitt 49 mm nederbörd, och den torraste är november, med 2 mm nederbörd.